# Duékoué
Duékoué, est une ville de Côte d'Ivoire, dans la région du Guémon dont elle est le chef-lieu, à l'ouest du pays, proche du Libéria et de la Guinée. Elle est située dans une zone forestière et montagneuse. Sa population est essentiellement constituée de Wês

## Administration
Une loi de 1978 a institué 27 communes de plein exercice sur le territoire du pays.
| Date d'élection | Identité            | Parti        | Qualité          | Statut |
| --------------- | ------------------- | ------------ | ---------------- | ------ |
| 1980            |                     | PDCI-RDA     | Homme politique  | élu    |
| 1985            |                     | PDCI-RDA     | enseignant       | élu    |
| 1990            | Bernard Youdé Doffo | Indépendant  | Pharmacien       | élu    |
| 1995            | Bernard Youdé Doffo | PDCI-RDA     | Pharmacien       | élu    |
| 2001            | Victor Tihi Kpao    | FPI          |                  | élu    |
| 2011            | Victor Tihi Kpao    | FPI          |                  | réélu  |
| 2013            | Taï jean Glaou      | RDR          | Dr en Économie   | élu    |
| . 2018          | \| Guiboni \|       | PDCI         | CADRE DES IMPÔTS | élu    |
| . 2023          | TOURE FLANIZARA     | INDEPANDENTE | Femme politique  | élu    |
| Guiboni         |                     |              |                  |        |

## Histoire
Dans la nuit du 31 mai 2005 au 1er juin 2005, une tuerie fait plus de cinquante morts et de nombreux blessés. Elle serait due à des disputes autour du foncier rural.
Le 29 mars 2011, au moins 800 personnes sont tuées dans le cadre de la crise politique de 2010-2011 selon la Croix-Rouge. Selon la FIDH, les massacres se sont concentrés sur certaines ethnies, notamment Guéré.
L'ONUCI a, quant à elle, porté le nombre de victimes à 330, et rejette la responsabilité du charnier sur les deux clans, les pro-Gbagbo et les pro-Ouattara.

## Démographie
| 1975   | 1988   | 2010   | 2021    |
| ------ | ------ | ------ | ------- |
| 13 297 | 26 759 | 72 444 | 220 953 |

## Éducation
Le département compte aussi une Institution de Formation et d'Education Féminine située au chef-lieu, l'un des 90 centres de cette nature existant dans le pays. Cette institution a pour objet de permettre aux femmes analphabètes, aux jeunes filles non scolarisées ou déscolarisées, aux femmes agricultrices de trouver une opportunité pour le développement d'aptitudes nouvelles permettant leur insertion ou leur autonomisation. 

## Langues
Depuis l'indépendance, la langue officielle dans toute la Côte d'Ivoire est le français. La langue véhiculaire, parlée et comprise par la majeure partie de la population, est le dioula mais la langue vernaculaire de la région est le Wé. Le français effectivement parlé dans la région, comme à Abidjan, est communément appelé le français populaire ivoirien ou français de dago qui se distingue du français standard par la prononciation et qui le rend quasi inintelligible pour un francophone non ivoirien. Une autre forme de français parlé est le nouchi, un argot parlé surtout par les jeunes et qui est aussi la langue dans laquelle sont écrits 2 magazines satiriques, Gbich! et Y a fohi. Le département de Sassandra accueillant de nombreux ivoiriens issus de toutes les régions du pays, toutes les langues vernaculaires du pays, environ une soixantaine, y sont pratiquées.

## Villes voisines
- Daloa vers l'est ;
- Guiglo vers l'ouest ;
- Man au nord ;
- Soubré au sud.